# Isidoides
Isidoides is een geslacht van neteldieren uit de klasse van de Anthozoa (bloemdieren).

## Soort
- Isidoides armata Nutting, 1910